# Dolmen de San Sebastián Sur
El dolmen de San Sebastián Sur, también conocido como El Montecillo, es un monumento megalítico funerario ubicado entre los concejos de Anda y Katadiano, dentro del municipio de Kuartango, perteneciente a la provincia de Álava. Este dolmen forma parte del patrimonio cultural vasco, en la categoría de conjunto monumental.

## Localización
En la zona del dolmen de San Sebastián Sur, hay otros tres dólmenes, el de San Sebastián Norte, Y los de Gurpide Norte y Sur. Estos se hallan en una  amplia campa entre las localidades de Anda y de Katadiano, cerca del cauce del río Bayas, son cuatro construcciones megalíticas ciertamente llamativas.
Este megalito se halla a 500 metros al S. de Anda, a 220 metros al S. del solar de la derruida ermita de San Sebastián y a 30 metros a la izquierda del llamado "Camino real" que va de Anda a Sendadiano y a Zuazo de Cuartango, pasando por la citada ermita y por el puente y término de Marugai. A 220 metros al N.NE. se halla el dolmen de San Sebastián N. y a poco más de 200 metros al SE. los dos de Gurpide.  Mide 30 metros de diámetro y es considerado el más grande del País Vasco.

## Historia
Este dolmen, desde hace unos 5.500 años,  en periodos Neolítico y Calcolítico forma parte  del paisaje de este valle.  Los dólmenes son las arquitecturas construidas más antiguas que se conocen en nuestro territorio, y comparten toda una peculiar historia con los varios miles, más o menos similares, repartidos por la mayor parte de Europa.
Fue descubierto por Obdulio Perea, Ricardo Becerro de Bengoa y Sotero Mantelli en el año 1871. Fue excavado por Ladislao Velasco (1878 o 1879), pero únicamente proporcionó restos humanos. También fue excavado por Julián  Apraiz en 1892 y José Miguel de Barandiarán y Juan María Apellaniz en 1957. En 2018 la Diputación Foral de Álava y el Gobierno Vasco financiaron nuevos trabajos arqueológicos.
Entre los objetos hallados destacan: geométricos, láminas sin retoque, una punta de pedúnculo y aletas,una punta de retoque plano, cuentas de collar circulares,colgantes sobre hueso y concha, una punta de metálica tipo palmela y multitud de fragmentos cerámicos. José Miguel de Barandiarán y Domingo Fernández Medrano documentaron que las puntas triangulares, a nivel del Estado español, sólo habían aparecido hasta entonces en el dolmen de La Lastra, dolmen de San Sebastián Sur, dolmen de Ashorrigana y dolmen de Otsaairte.
Las excavaciones realizadas en el año 2021, descubrieron que el monumento fue reformado durante su vida útil, para ser adaptado a las necesidades de las gentes que lo usaron en cada momento: taponaron la cámara sepulcral, reconstruyeron el corredor de acceso y reformaron el túmulo. Este tipo de transformaciones fueron habituales en el megalitismo regional, de manera que la visión que de ellos tuvieron las diferentes generaciones se fue modificando con el paso del tiempo, al igual que también lo hicieron las liturgias y ritos funerarios.

## Descripción
Cuenta con una cámara hexagonal formada por nueve losas, siete en posición original y otras dos depositadas sobre la parte oeste del túmulo y que pudieron formar parte de la cubierta. El corredor se desarrollaría hacia el este, y a tenor de los estudios geofísicos realizados, podría llegar a medir unos 10 m. Sin embargo, por el momento, sólo se han recuperado dos de las losas que lo formaban.
El túmulo, aunque en origen tendría una planta circular, está muy deformado por las labores agrícolas, la extracción de áridos, los saqueos, las antiguas excavaciones y la acción de las raíces. Actualmente mide 38 m en sentido este-oeste y entre 15 y 21 m de norte-sur.